# 沖繩島戰役中的集體自殺
沖繩島戰役中的集體自殺，指的是第二次世界大戰末期沖繩島戰役中冲绳县住民的一系列集體自殺事件。在1945年日軍在沖繩島戰役中敗局已定的時候，沖繩縣住民發生過集體自殺的事件。這一系列事件是否是在旧日軍逼迫下進行的，至今仍是日本歷史教科書中爭議的焦點。

## 历史
1974年由歷史學家家永三郎編寫的歷史教科書《新日本史》（三省堂）中，提到了沖繩縣住民在沖繩島戰役中非自然死亡的人數高達十萬人，這是首次在歷史教科書中提及沖繩縣民在戰爭中的傷亡人數。在1982年的高校歷史教科書《日本史》（實教出版）的腳註中，江口圭一首次提到旧日軍殺害冲绳住民；文部省檢定之後要求刪去這段文字，遭到沖繩縣民的強烈抗議，後得以保留。然而1983年，家永三郎《新日本史》中有記述旧日軍殺害冲绳住民的文字被文部省檢定為不合格，而後引發了家永教科書訴訟，這也是日本史上歷時最長的民事訴訟事件。在1984年至1993年間的訴訟中，原告方證人大田昌秀、金城重明等人以親身經歷證實，在沖繩島戰役中，旧日軍曾屠殺冲绳住民和逼迫住民集體自殺。安仁屋政昭則認為，日本軍方有組織地讓冲绳住民集體自殺，或以間諜罪處決冲绳住民。